# Mausolée de Moulay Idriss II
Le mausolée de Moulay Idriss II (arabe : زاوية مولاي إدريس الثاني) est une zaouïa située au cœur du quartier Fès el-Bali, le plus vieux quartier de Fès. Le mausolée est dédié à l'émir idrisside Idris II et abrite sa tombe.Il est considéré, avec la mosquée Quaraouiyine, comme étant le monument le plus célèbre et le plus visité de la ville.

## Histoire
Les premières fondations du monument datent du IXe siècle quand un premier logement :Dar al-Kaitoun (la maison de la tente), occupé par Idrîs Ier, a été construit conjointement avec la mosquée al-Achraf (les nobles).
Néanmoins c'est pendant le XVe siècle (vers 1437) avec la découverte du sarcophage d'Idriss II par le vizir wattasside Zakarîyâ Yahyâ du sultan mérinide `Abd al-Haqq, que l'ensemble urbain se transforme en une zaouïa vénérant l'émir idrisside et devient un important lieu de pèlerinage.
Le mausolée a connu des nombreuses restaurations et agrandissements, surtout sous le règne des Mérinides, des Wattassides, des Saadiens et des Alaouites. La dernière restauration a été ordonnée par le roi Mohamed VI en 2009 et les travaux ont commencé en mai 2011 pour une durée de 36 mois et un budget de 52,5 millions de dirhams.

## Restaurations du mausolée
Le mausolée a conservé son architecture d'origine jusqu'au XIVe siècle. En 1308, les chorfas idrissides, descendants d'Idriss II, reconstruisirent l'édifice sous l'époque des Mérinides. Des travaux de restaurations furent entrepris par les Wattassides au XVe siècle, ce qui permit de découvrir le sarcophage d'Idriss II. Les plus importantes transformations interviendront pendant le règne du sultan Moulay Ismaïl. L'édifice fut doté d'une grande coupole pyramidale verte abritant le tombeau idrisside. Un baldaquin de bois sculpté et incrusté d'or et de cuivre vient recouvrir le tombeau, entouré de poutres de marbre blanc. Une fontaine orne la cour. Le plus haut minaret de la médina fut également construit. En 1824, le sultan Moulay Abderrahman fonda la nouvelle mosquée.

## Galerie de photographies

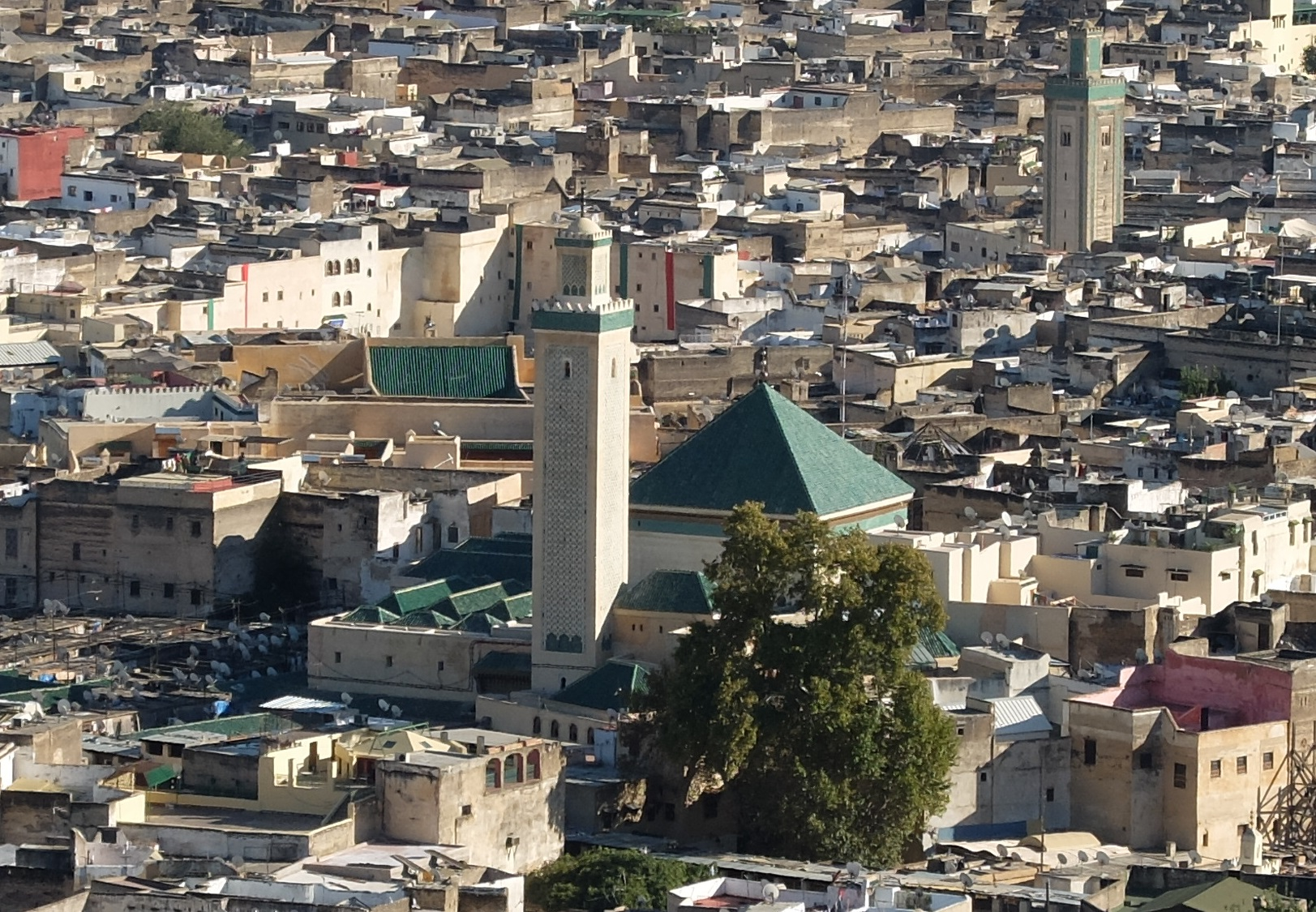
Le mausolée de Moulay Idriss II au centre du quartier Fès el-Bali.
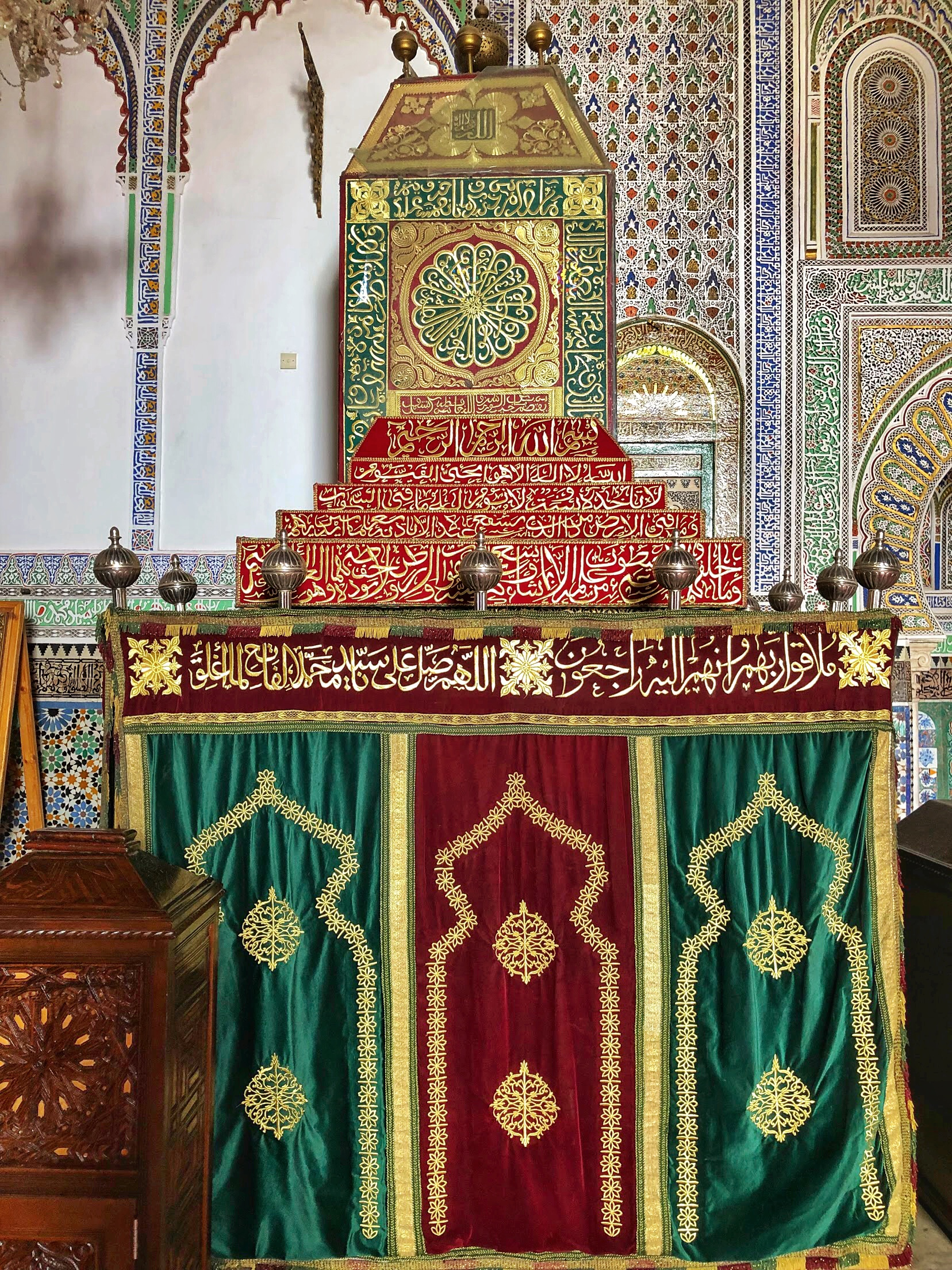
Tombe d'Idris II.
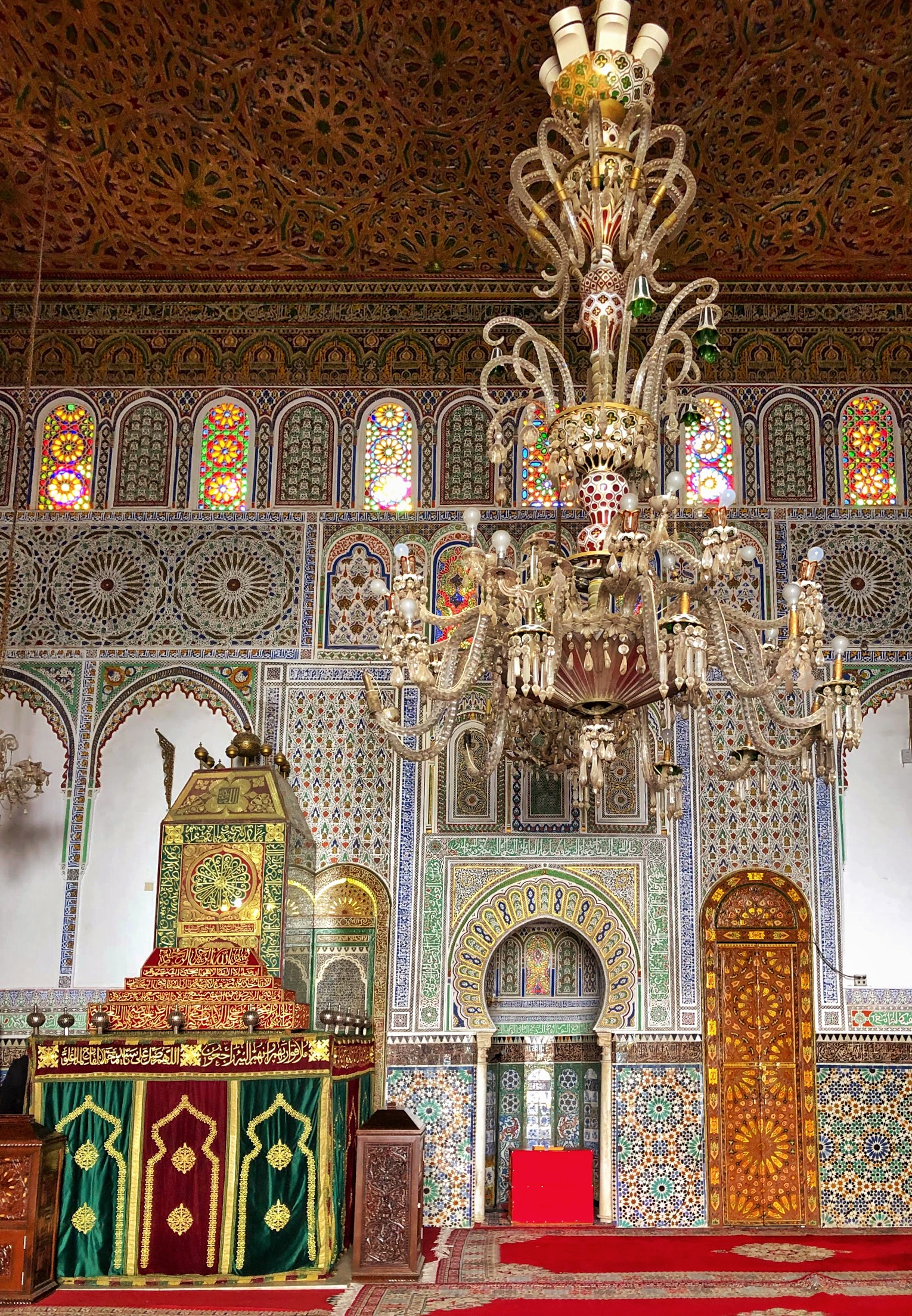
Tombe d'Idriss II avec le Mihrab.
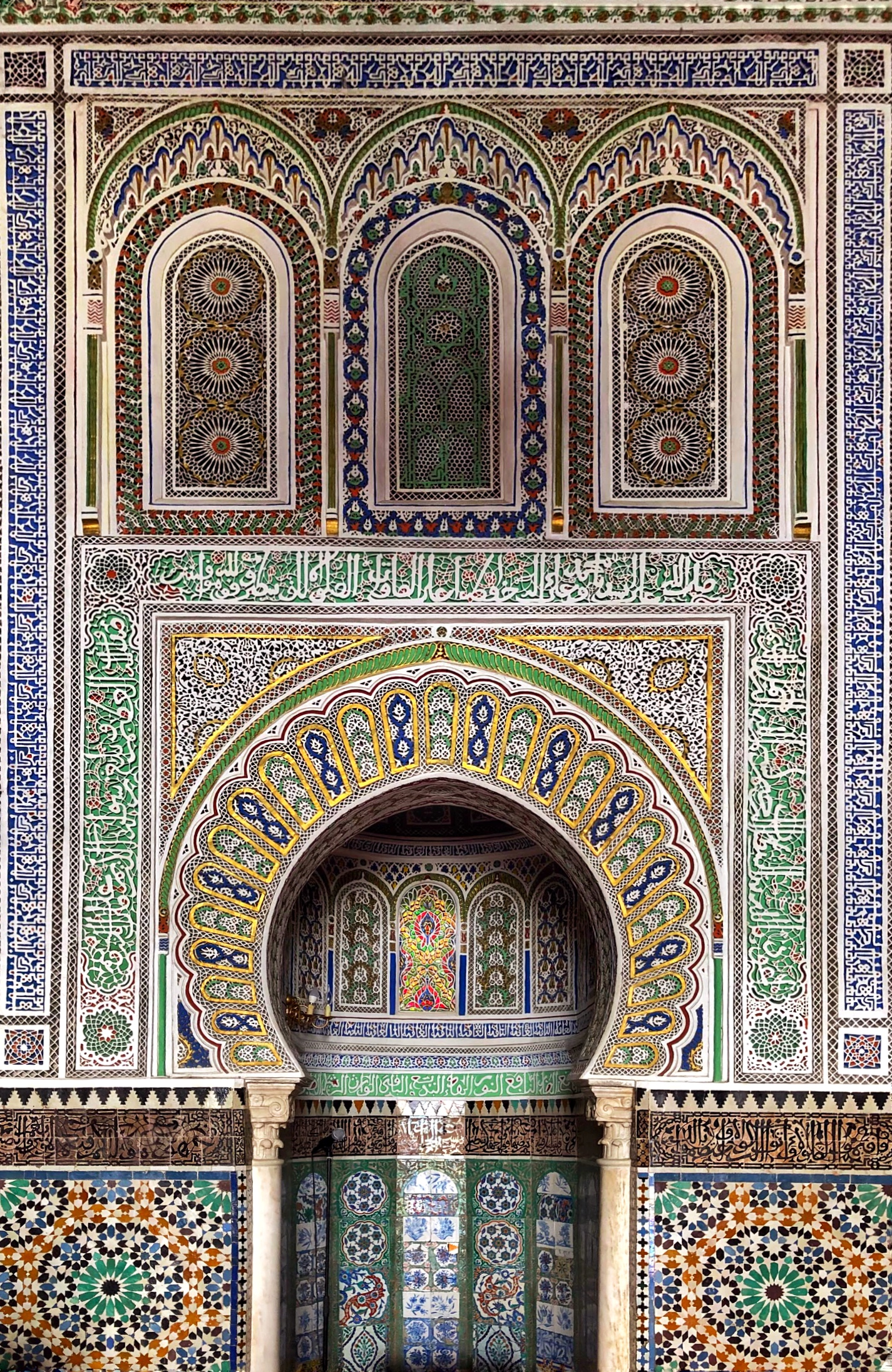
Le mihrab du mausolée.
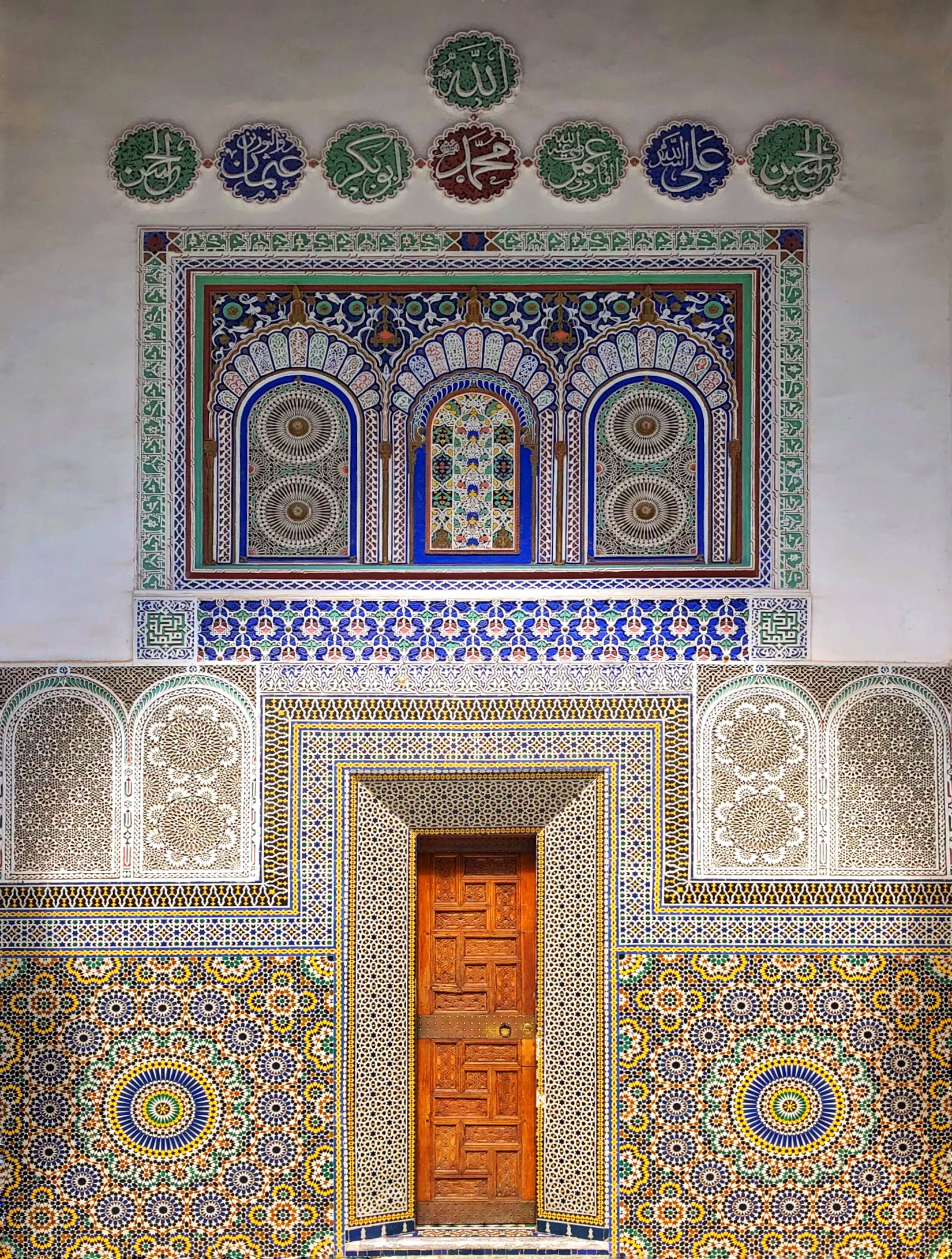
La porte menant au minaret'.
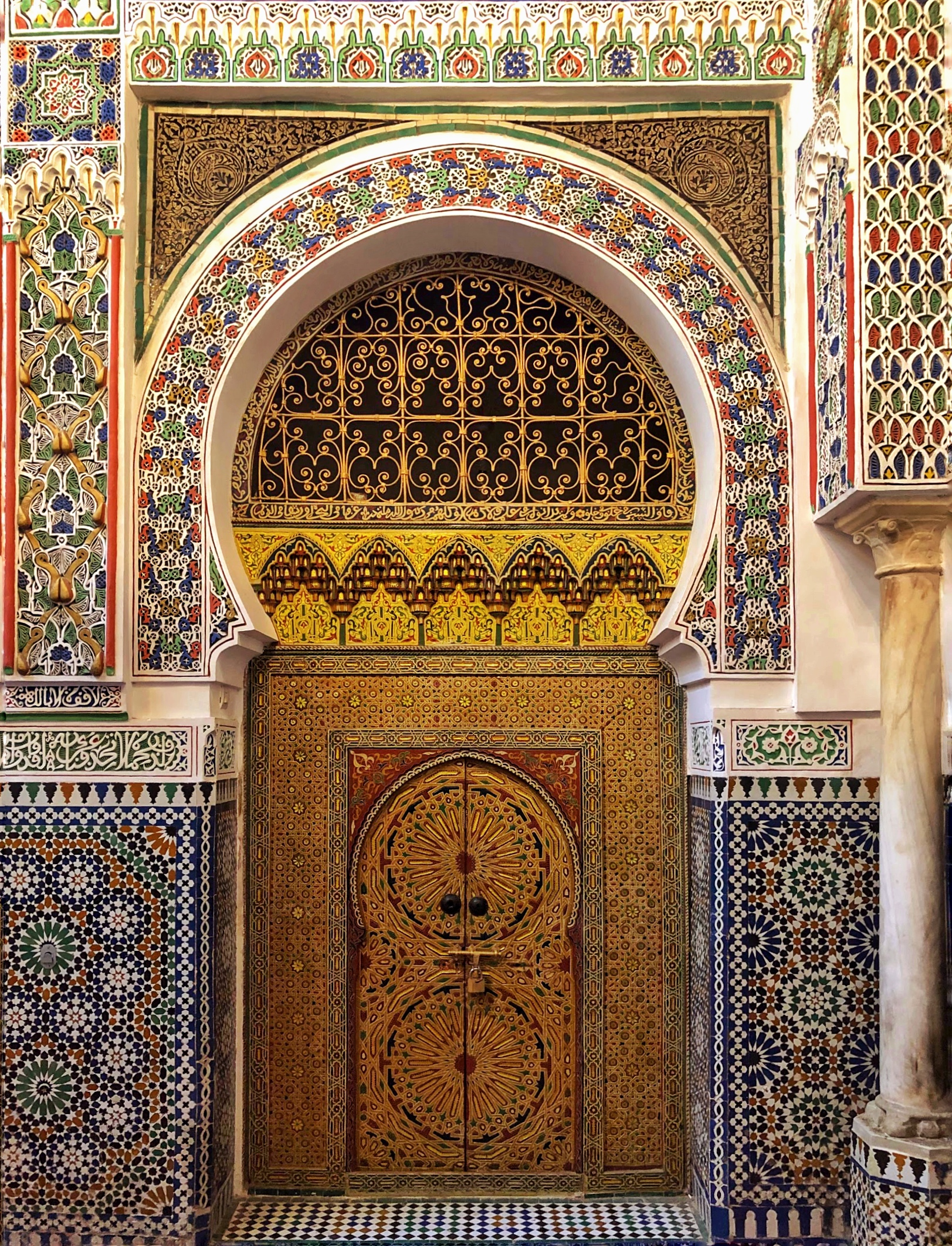
Porte dans le hall d'entrée côté ouest.
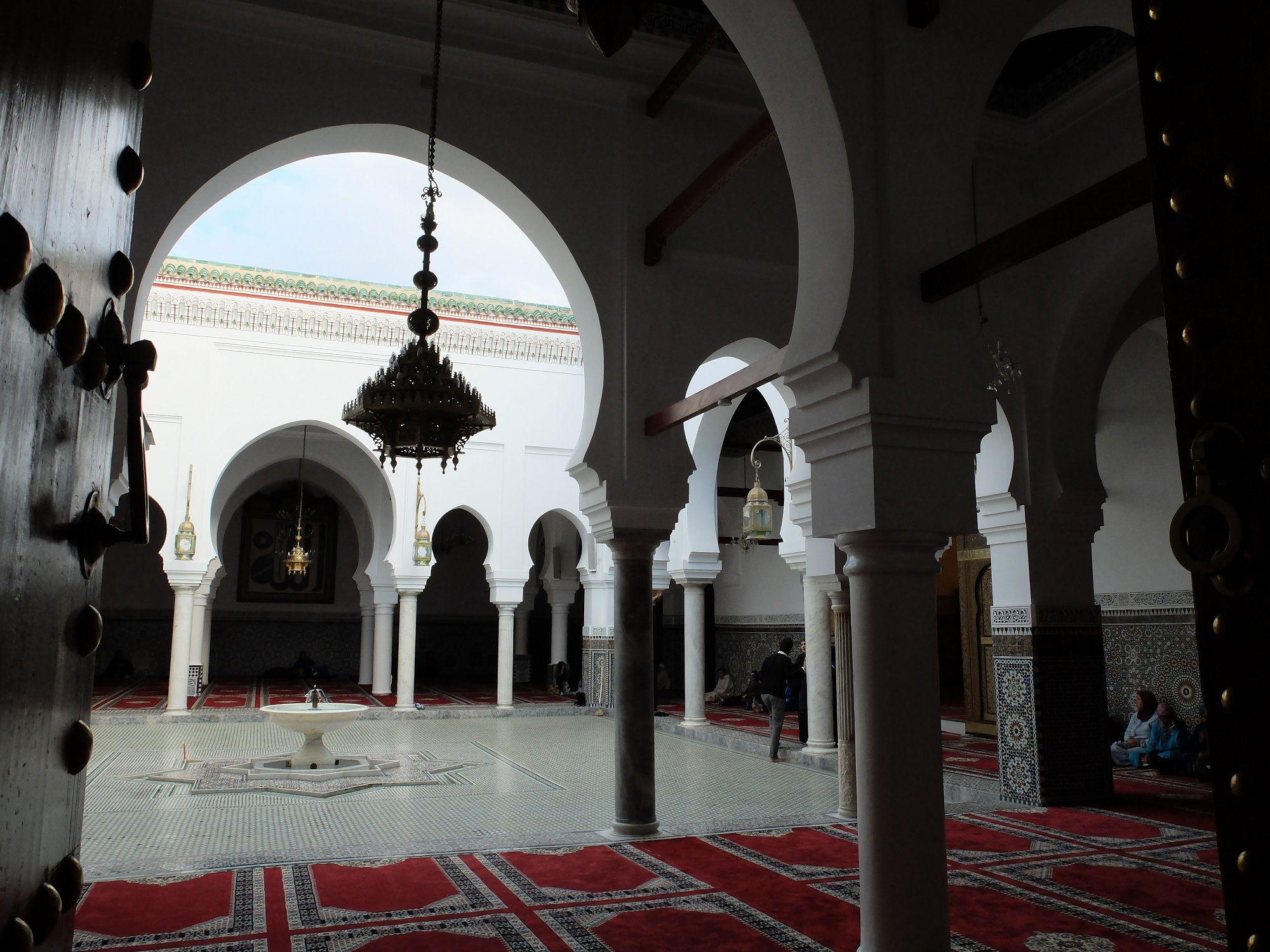
La cour du mausolée vue depuis la porte du côté nord.